# 結婚披露宴

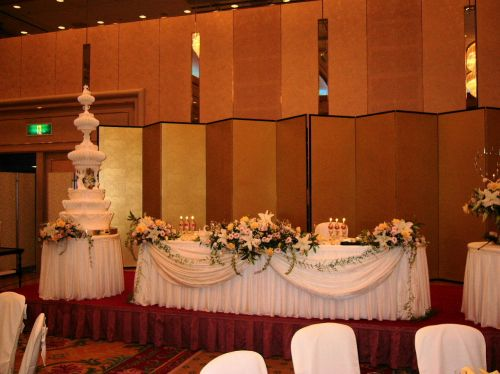
結婚披露宴のメインテーブル（高砂）

結婚披露宴（けっこんひろうえん）は、結婚を披露するため、親戚・知人・友人らを招いて催す宴会である。結婚を広く地域・社会に知らせ、皆で祝う結婚披露宴を催す習俗は、世界各地に古くから見られる。結婚披露宴は、宗教的色彩の濃い儀式としての結婚式（婚礼）と併せて開かれることが多く、結婚式と結婚披露宴を一体として結婚式（婚礼）ということもある。
古くは、結婚披露宴をもって結婚の成立とした。その後、宗教の組織化と社会制度の整備により、宗教的儀式たる結婚式が重視され、結婚式をもって結婚の成立とみなすようになり、結婚披露宴はそれに付随する宴となった。現代では、多くの国で結婚（婚姻）は単に民事契約とされるものの、結婚式の宗教的色彩は色濃く継承され、結婚披露宴も広く行われている。儀式としての結婚式の詳細は「結婚式」の項を参照のこと。

## 日本における結婚披露宴

### 歴史

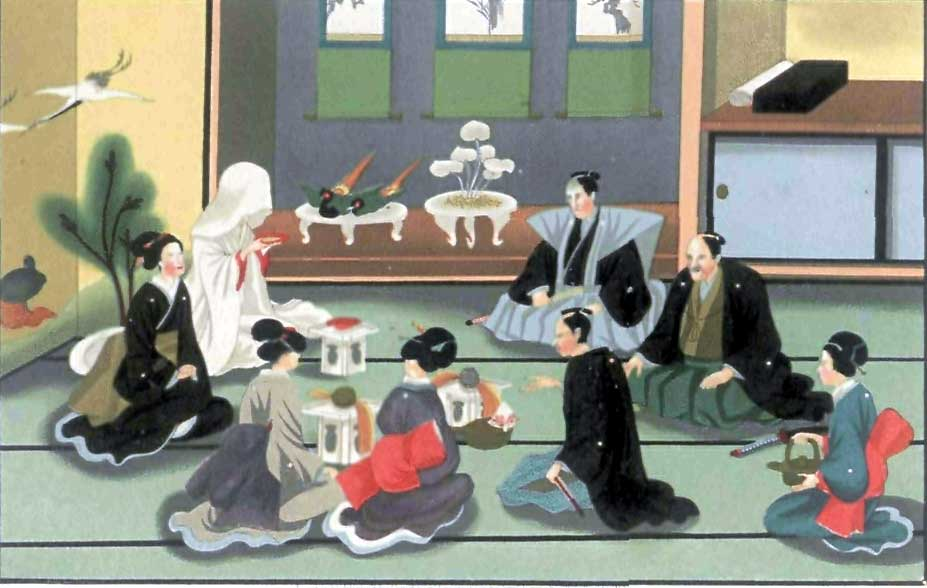
『日本の礼儀と習慣のスケッチ』より、1867年出版

日本の結婚形態は、古代から中世、中世から近代、現代と、大きく3期に分けてその変遷が説明される。結婚披露宴も、結婚形態の変遷に伴ってその意味合いを変えてきた。
古代から中世（鎌倉時代）初期までは、夫が妻の元に通う妻問婚が広く行われた。当人同士の恋愛から始まり、男が女の家に通って夫婦関係を発生させる。結婚を認めるのは女性側の親であり、一種の婿取り婚とされる。女性親は男がすぐに帰ってしまわないよう男の履物を抱いて眠ったという。男が三日三晩通ったところで女性親は結婚を認め、婿を歓待するため多くの飲食物を饗じ、親戚らを招いて婿を披露する宴会を催した。これを所顕・露顕（ところあわらし）といった。平安時代には、披露宴の前に「三日夜の餅」など現代の結婚式に通じる儀式も生じていた。
中世から近代（戦前）に至る時期には、嫁入り婚が広まった。嫁入り婚では、嫁が男性側の家の一員となる嫁入りによって結婚が成立し、夫婦の生活も婿方でされることが多い。結婚は家と家との結びつきの端緒という側面が重視され、男性側の家に両家の親族らを招いて結婚披露宴が催された。嫁入り婚は、武家に見られる父権家族制度の現れであり、その成熟に伴って武家以外の社会にも定着していった。封建社会組織が確立してくると、お見合いや婚約・結納、儀式の日取り、結婚披露宴の式次作法も整備され、小笠原流や伊勢流など、儀礼の流派まで誕生した。明治時代に制定された旧民法の家制度、それに基づく戸籍制度でも、嫁入り婚を基本的な結婚形態として構築されている。
戦後、1946年に公布された日本国憲法（特に14条、24条など）と、これに基づいて改正された現行民法（家族法）の規定により、結婚と夫婦・家族に関わる制度と認識が大きく変わった。現代では、結婚は、一方が他方の家に入るという形ではなく、「両性の合意」のみに基づいて、新しく独立した夫婦・家族を形成するという認識が強い。そのためお見合いは減少し、恋愛結婚が重視される。また生活の実態としても、夫婦とその子だけで生活する核家族が多い。そのため、結婚式・結婚披露宴は、夫婦の家やその実家で行われることが少なくなり、ホテルや結婚式場、レストランなどで行われることが多くなった。もっとも、家と家の結びつきという側面は、現代の結婚式・結婚披露宴にも随所に見られる。大仰な宴席や家意識を敬遠して、レストラン等で新郎新婦の両親や兄弟姉妹、親しい友人・知人のみで簡素に祝う、いわゆるジミ（地味）婚も多くなっている。
オリオンビールの公式サイトのコラムによると、沖縄県の結婚披露宴は家族、親族、友人が総出で祝うという風習があり、招待客は200人から450人にも上る傾向がある。

### 現代の結婚披露宴

#### 結婚披露宴の準備

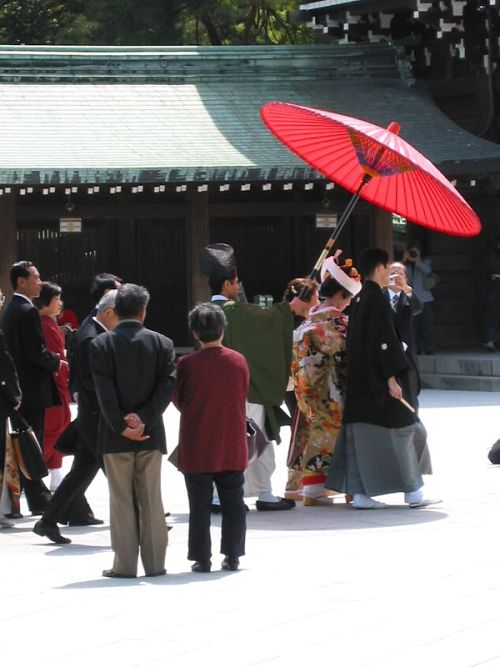
紋付羽織袴と色打掛・角隠し

結婚披露宴の会場
現代の日本の結婚式は、神前式（神道式）またはキリスト教式で行われることが多く、結婚披露宴はホテルや結婚式場、レストランで行われることが多い。このため、神社に結婚式場を併設したり、ホテル・結婚式場に神道の祭壇やキリスト教のチャペルを設けて、結婚式と結婚披露宴を1か所で併せて行うことが多い。近年はオリジナル性を持たせたパーティースペースやゲストハウスで行われることがあり、挙式の参列者全員を立会人として結婚を誓う人前式で行われることもある。
結婚式・結婚披露宴の招待客
結婚式・結婚披露宴への招待は、新郎新婦の連名か、新郎新婦の父親の連名で行われることが多い。結婚式は、神前式の場合には新郎新婦の親族のみ招待することが多く、キリスト教式では親族のほか親しい友人・知人なども招待することが多い。これは、神前式の式場はチャペルに比べて狭いことが多く、「両家親族固めの杯」に見られるように両家の結びつきのための儀式という色彩が濃いことによる。
結婚披露宴は、新郎新婦の親族、親しい友人・知人のほか、恩師や職場の上司・同僚、両親の友人・知人なども招待される。特に、恩師や上司は、結婚披露宴の主賓とされ、会場最前列（新郎新婦と対面する位置）に席が用意される。
結婚式・結婚披露宴の衣装・服装

結婚式の衣装について、神前式の場合、新郎は紋付羽織袴、新婦は白無垢打掛に綿帽子、あるいは色打掛に角隠しであることが多い。キリスト教式の場合、新郎はモーニングコート（昼間）かタキシード（夜間）、新婦はウェディングドレスを着る。多くの結婚披露宴では、お色直しとして新郎新婦が中座し、和装から洋装へ、あるいはウェディングドレスから有色の華やかなカクテルドレスへ着替える。
新郎新婦の両親や親族の服装について、男性は紋付羽織袴かモーニングコート、あるいは黒い背広で白いネクタイを締めることが多く、女性は和服ならば五つ紋の留袖（黒留袖、色留袖）か訪問着、振袖（未婚者）、洋服ならば純白以外の派手にならないドレスを着ることが多い。
その他の招待客の服装は、男性は黒か濃色の背広に白や明るい色のネクタイ、女性は和服ならば色留袖か訪問着、中振袖、一つ紋の色無地、付け下げなど、洋服ならば純白以外（白は新婦の色である）の派手にならないドレスを着ることが多い。
記念写真の撮影・親族紹介
結婚式と結婚披露宴の合間には、親族がひな壇に並んで記念の集合写真を撮影したり、両家の親族を一人一人紹介する親族紹介が行われることが多い。記念撮影は身内だけで行われ、二列目から並ぶ親族たちは、新郎新婦に関係の深い人や年長者が前列や中央の位置に進む。この記念撮影は原則として式に参加した身内だけのもので、知人や友人は頼まれた場合に限る。
結婚祝・受付
結婚祝は、現金または品物を贈る。結婚披露宴では、現金を祝儀として渡す。招待客は、結婚披露宴の受付で記帳し、水引をかけて「寿」と書かれた祝儀袋に入れて祝儀を渡す。祝儀は、親族ならば5万円から10万円、恩師・上司ならば5万円、友人・同僚ならば3万円が相場とされる。2万円や4万円など偶数は「割れる」数とされ、無礼になる。なお、祝儀袋は入れる金額に応じて変えられる。なお、北海道や東北地方の一部では、会費制（1人1万2000円から2万円前後が主流）とされることが多い。
結婚披露宴の演出
時代と共に演出のジャンルが広がっているが、定番はプロフィールビデオや生い立ちや2人の馴れ初めの写真を集めたスライドなど。プロフィールビデオやスライド同様、2人の生い立ち、馴れ初めを記事にしたウェディング新聞なども人気である。芸能人などを結婚披露宴に呼んで余興を行うなどのサービスもある。

#### 結婚披露宴の式次第
1. 招待客の着席
客は入場したら、受付で渡される席次表に従って着席する。席次は招待客の選定とともに、新郎新婦にとっての悩みとなる。
2. 新郎新婦入場
全員が着席したら、新郎新婦が入場する。媒酌人（仲人）を立てた場合には媒酌人に伴われて、立てていない場合には新郎新婦だけ、あるいは介添えを伴って入場する。この際、BGMとしてウェディング・マーチが流される。ウェディング・マーチとして、かつては「結婚行進曲」（メンデルスゾーン作曲、「夏の夜の夢」より）や「婚礼の合唱」（ワーグナー作曲、「ローエングリン」より）を用いることが多かったが、今日では新郎新婦の好みの曲を用いることが多い。客は拍手で新郎新婦を迎える。
3. 開宴の挨拶
  - 新郎新婦が高砂（会場正面に設けられるメインテーブル）に着席し、会場が静まったら、司会者が簡単な自己紹介のあと、開宴の挨拶を述べる。本人や親族の挨拶は、参列者、祝辞をいただいた人、仲人などへの謝辞を中心に、新郎新婦への今後の支援をお願いし、席次その他不行き届きのお詫びを述べる。
4. 新郎新婦の紹介
  - 媒酌人を立てた場合には、媒酌人が結婚式の無事終了を報告し、2人の略歴、家族、馴初めなどを紹介して、客に今後の支援と指導を願う。媒酌人を立てない場合には司会者が行う。
5. 主賓の祝辞
  - 主賓が来賓を代表して祝辞を述べる。新郎側・新婦側から、それぞれ1人ずつ祝辞を述べることもある。新郎新婦は起立して挨拶を受けるが、主賓が挨拶の冒頭で着席を勧めることが多い。
6. 乾杯
  - あらかじめ列席者のグラスに注がれたシャンパンをもち、一同起立する。乾杯の音頭は主賓の次席か年長者がとり、簡単な挨拶ののち「乾杯」と発声し、一同で「乾杯」と唱和する。グラスを空けたら即座にグラスを置き、拍手するのが日本でのマナーである。新郎がシャンパンの口を切り落とすサーベラージュも余興の一つになっている。
7. ウェディングケーキ入刀ウェディングケーキウェディングケーキ（生ケーキ）

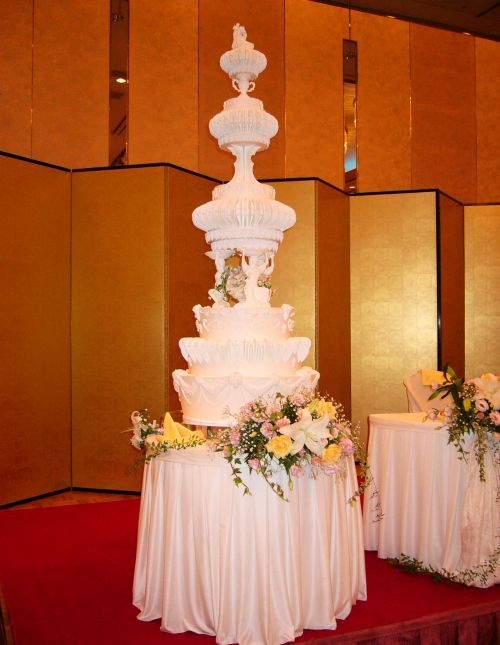
ウェディングケーキ

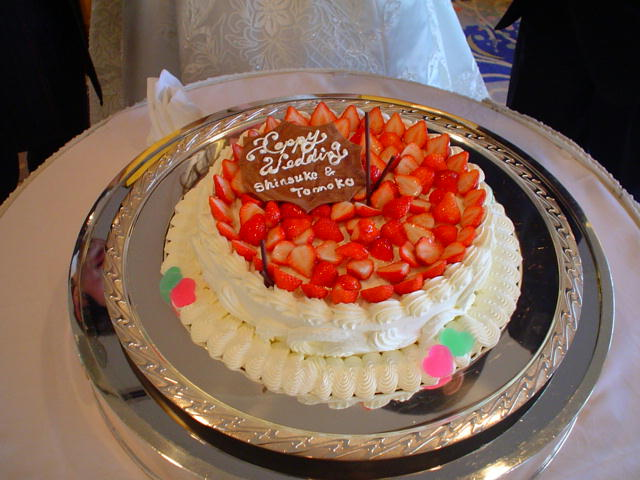
ウェディングケーキ（生ケーキ）

  - 新郎新婦が、ウェディングケーキに入刀する。この際、司会者は「カメラをお持ちの方は前にお進みになって撮影してください」などと勧める。また、かつては司会者が「新郎新婦初めての共同作業です」などと言って盛り上げたが、現在はあまり言われなくなった。
  - このとき入刀されるウェディングケーキは、かつては形だけの物が多かったが、現在では生ケーキを用いることも多く、華々しくケーキ入場を盛り上げたり、入刀後に厨房でカットして客に振る舞うことも多くなった。また、「ファースト・バイト」と呼ばれる、新郎新婦がお互いにケーキを食べさせ合うイベントも広まりつつある。
8. 食事の開始とお色直し
  - まずイベントは一段落して、新郎新婦はお色直しのため一旦退場する。客は食事を始め、歓談を楽しむ。
  - お色直しは、室町時代に始まるとされる。当初は結婚式当日、男女とも白装束を付けて潔斎し、式から3日後に前もって贈り合っていた色物に着替え、両親に対面した。これが江戸時代には式当日に行われるようになり、現在に至っている。本来の目的からすれば1回でよいが、現在は2回行うことが多い。白無垢打掛から純白のウェディングドレス、カラードレスへと着替えることもあれば、純白のウェディングドレスから色打掛、カラードレスへ着替えることもある。新郎もこれに合わせて着替えるが、メインはここでも新婦である。
9. 祝電の披露
  - お色直しのために新郎新婦が退出している間に、祝電が披露される。通信手段が発達したため、レタックスや電子メールでもメッセージは送れるものの、結婚披露宴のお祝いメッセージには電報が多く用いられる。祝電には、押し花電報や刺繍電報、ぬいぐるみが付いたキャラクター電報や、本格的な美術小物が付いたうるし電報、七宝焼電報など、様々な種類がある。
  - 紹介される電報は、政治家や新郎新婦の職場の社長など、重要とされる人からのものや、オリジナルな文面のもの、新郎新婦と特に親しい人からのものが中心となる。
10. キャンドルサービス キャンドルリレー
  - 新郎新婦がお色直しをして再入場する際、キャンドルサービスが行われることが多い。4世紀半ばの教会で行なわれたキャンドルミサに由来し、キャンドルの光は「世の光」（『マタイによる福音書』第5章第13 - 15節）を表している。日本で最初に取り入れたのは、カメヤマローソクを使った日本閣といわれる。結婚披露宴のキャンドルサービスは、各テーブルに置かれたキャンドルに新郎新婦が火を灯し、最後にメインテーブルや専用キャンドル台にセットされたウェディングキャンドルに火を灯すイベントである。友人たちが自分たちのテーブルにあるキャンドルの灯心にだけ水を含ませ、簡単には着火しないようにする悪戯がされる事もある。
  - 近頃はキャンドルサービスに代わり、招待客も参加してキャンドルの灯火をリレーするスタイルのキャンドルリレーが行われることが多くなった。
11. 来賓の祝辞
  - 新郎新婦が着席したら、司会者は来賓に祝辞を求める。
  - 結婚披露宴の祝辞では、忌み言葉と重ね言葉に気をつける。忌み言葉、重ね言葉ともに、衰亡や離婚・再婚をイメージさせる言葉のことで、結婚披露宴の祝辞では避けるべき言葉とされる。これは、言葉に霊的な力が宿ると考える言霊の思想によるものとされる。ここに一例を挙げる。
    - 忌み言葉：切れる（切る）、離れる、帰る（帰す）、返す（返る）、別れる、戻る、去る、繰り返す、退く、嫌う、飽きる、出る（出す）、冷える、冷める、滅びる（亡ぶ）、病む、死ぬ、悩む、苦しむ、衰える、憂える、枯れる、破れる、敗れる、終わる、逝く、失う、追う、流れる、傷つく、倒れる、落ちる、疎む、また、再び、かつまた、なおまた、二度、再度、再三、再三再四など。
    - 重ね言葉：重ね重ね、たびたび、またまた、返すがえす、重々、いよいよ、ますます、くれぐれ、いろいろ、しばしば、再々など。
    - 新郎・新婦の名前に言及する際「新郎・○○君」「新婦・○○さん」と言う場合が多いが、「新郎・○○さん」「新婦・○○さん」と、両方さん付けにするのが現代の正しいマナーである。これは、婚姻者は夫が年上で妻が年下である場合が多いことや、「さん」は年長者にも使えるが「君」は同輩か目下の人にしか使えないため、矛盾を感じさせるからである。

  - また、祝辞には定番も多い。「菊作り 菊見る時は 蔭の人」という吉川英治の俳句を季節構わず引用して花嫁の父の気持ちを慮ったり、「人生には大切にしなければならない三つの袋がある」として訓戒を垂れるなどである。なお、この「袋」には様々なバリエーションがあり、代表的なものとしては堪忍袋、給料袋、お袋[2]。他には、知恵袋、胃袋、池袋、沼袋、紙袋、ビニール袋、エチケット袋、玉袋、手袋、足袋、有袋類、コアラ、カンガルーなどがある。
12. 余興
  - 祝辞の合間には余興をはさむ。余興には、謡曲「高砂」や木遣り歌など伝統的な歌舞音曲から、空手・居合いの演武（東京農業大学卒業生の場合には応援団が呼ばれて「青山ほとり」を披露する事があるという）、ダンス、カラオケなど幅広い。カラオケでは、「てんとう虫のサンバ」（チェリッシュ）や乾杯（長渕剛）、「娘よ」（芦屋雁之助）など長く定番曲とされているものも多い。余興の一つとして、新郎新婦の幼い頃から結婚前の写真・ビデオ画像を編集して流すことも多く、友人・知人からのメッセージを集めたビデオレターを上映することも多い[3]。
13. 両親への花束贈呈・手紙朗読、両家の謝辞・新郎新婦の謝辞
  - ここで雰囲気は一転する。新郎新婦が、それぞれの両親へ花束を贈呈する。このとき、新郎新婦から両親に宛てた手紙を朗読することもある。披露宴の中の一番のクライマックスであるという意見がある一方で、家族間の個人的な手紙を披露宴で読むべきではないという意見もあり、賛否両論の演出であると言える。
  - 両家の代表が謝辞を述べる。新郎の父親が述べるのを慣例とするが、新婦の父親や母親が述べることもある。また、新郎新婦の謝辞が述べられる。新郎が述べるのを慣例とするが、新婦が一言添えることもある。
14. 閉宴の挨拶・退場・見送り
  - 司会者が閉宴の言葉を述べ、新郎新婦・両親が一礼する。ここで手締めが行われることもある。司会者は、忌み言葉の「終える」を避け、「お開きにする」と言わなければならない。新郎新婦と両親は退場し、出口に並んで客を見送る。このとき、新郎新婦から客にドラジェと呼ばれるアーモンドの砂糖菓子が渡される。

#### 結婚披露宴の後
引き出物
結婚披露宴の出席者には、新郎新婦から、引き出物と呼ばれる品物が贈られる。以前は引き出物には、鯛の形にした巨大なかまぼこや砂糖、食器や花瓶など大きく重いものが良いとされた。しかし、あまり大きく重いものはかえって迷惑となることから、現在では鰹節やバウムクーヘンなどの軽い食品と、カタログギフトなど持ち帰りやすいものが引き出物とされる。
平安時代は馬を馬小屋から引き出して土産にしていた。そのため「引き出物」と呼ばれる事になった。
二次会
結婚披露宴のあと、新郎新婦の友人や同僚が幹事となり、主に若い人が集まって二次会が開かれることも多い。二次会は会費制とされることが多く、くだけた雰囲気の会となる。若い人が多いため、新たな男女の出会いの場となることも多く、更に賞品と賞金を掛けたゲーム等のアトラクションを行う事も多い。ブーケ・トスも二次会で行われることが多い。披露宴と同様、新郎新婦の幼い頃から結婚前の写真・ビデオ画像を編集して流すことも多く、更に新郎新婦が退場し、出口に並んで客を見送る。このとき、新郎新婦から客に小物を渡される。
近頃では二次会　幹事代行業者に依頼する新郎新婦も多い。

## 欧米における結婚披露宴
欧米でも結婚式と並び、結婚披露宴が重視される。ウェディング・ケーキへの入刀やファースト・バイト、ブーケ・トスやサムシング・フォーなど、日本の結婚披露宴に取り入れられた習俗も多い。

## アジアにおける結婚披露宴

### 韓国
韓国では結婚披露宴で新郎をいじめる風習がある（韓国の新郎いじめ）。

### 中国
中国では結婚披露宴を喜酒（中国語：シジョウ）という。喜酒は、婚姻届や結婚の儀式よりも重視される。喜酒は、ホテルやレストランで行われることも多い。

### 台湾
台湾では、結婚披露宴を喜酒、辦桌（台湾語、宴会の場で大量の料理を作ること）という。ホテルやレストランで行われることが多い。ただ今日でも、自宅の近くの道路を封鎖し、大きなテントを立てて行う伝統的な「食事会」も少なくない。このような食事会のことを台湾では俗に黒松飯店とも呼ぶが、これは「黒松」という飲料メーカーが野外宴会用にテントの貸し出しも行っており、この手の宴会の場で「黒松」印のテントがよく見られることからきている。

### インド
2024年に行われたインドの財閥会長、ムケシュ・アンバニ次男の結婚式および披露宴は5ヶ月にわたるもので、総額950億円に達するものであった。もともとインドの結婚式は数日間にわたって行われることが多く、招待客数の平均値も326人と大規模なものである。今後も経済大国として成長していく過程で、結婚式や披露宴は豪華さを増していくものと見られている。

## 著名人の結婚式
芸能人やスポーツ選手など、著名人が結婚披露宴を行う場合、一般市民とは違った豪華な内容と招待された各界著名人の姿などの披露宴の様子をテレビ局などが中継する場合がある。
日本で初めてテレビ中継された結婚披露宴は1960年3月1日に挙行された、芦屋雁之助、芦屋小雁、大村崑（いずれも喜劇俳優・上方お笑い芸人）夫妻3組による合同結婚式である（読売テレビ制作）。1970～80年代までは様々な著名人の披露宴中継が民放各局で放送され、平均視聴率は30％を超えるなど人気を誇っていたが、1990年代以降は一般人と同様の意識変化に加え、プライバシーの侵害の恐れがあることから披露宴そのものを行わない、或いは披露宴があっても中継を行わない例も増えている。